# Bez Tcheft
 (mai 2017).
Bez Tcheft (persan : بزچفت) est un village dans la province de Mazandéran en Iran. Lors du recensement de 2006, sa population était de 18 habitants répartis dans 7 familles.